# Stockholms cityplan fra 1946
Stockholms cityplan fra 1946 (på svensk Stadsplanekontorets tjänsteutlåtande angående ny stadsplan för Nedre Norrmalm avgivet den 31 maj 1946) var en masterplan for trafikken i det centrale Stockholm og for det dengang fremtidige Stockholms City på Nedre Norrmalm, udarbejdet af Byggeafdelingen og forfattet af stadsarkitekt Sven Markelius og David Helldén. Planen var i sit udgangspunkt baseret på beslutningen om Norrmalms totalfornyelse der blev taget af Stockholms byråd den 18. juni 1945 på byggeborgmester Yngve Larssons initiativ.

## Selve planen
Cityplanen fra 1946 blev udgangspunktet for den store byfornyelse i Stockholm. Principafgørelsen fra 1945 fastlagde retningslinjerne, men cityplanen fra 1946 indeholdt en række nye idéer og planlagde også udformningen af de nye bygninger. Med planen fra 1946 havde området nord for Sveaplatsen (senere Sergels Torg) fået sit endelige design. Der var nu fire højhuse (der ville være fem til sidst) omgivet af lavere kontor- og butiksbygninger (det fremtidige Hötorgscity) samt en gågade (senere Sergelgatan) og mod vest gjorde man plads til Stockholms stadsteater (ikke opført på dette tidspunkt). Idémanden bag denne del af planen var byggeafdelingens arkitekt David Helldén. Helldén var også ansvarlig for en række perspektivtegninger, der præciserede cityplanens indhold.
Trafikken optog meget plads i planen fra 1946. En vigtig betingelse for planens trafiksystem var etableringen af flere biltunneler. Der blev planlagt en tunnel fra Tegelbacken til Sveaplatsen og Sveavägen med en østlig tunnelgren til Arsenalsgatan på Blasieholmen. Denne gren skulle forbindes med en tunnel, der var planlagt til at gå fra Skeppsbron under Norrström til Nybroplan med udmunding i Strandvägen.
Byplanen fra 1946 indeholdt også en skitse for hovedvejsnettet i og omkring Stockholm, hvor en øremærket motorvejsring omkring Stockholms innerstad blev konkretiseret. Officielt, seks år senere, blev skitsen inkluderet i Generalplanen for Stockholm i 1952.
Der blev også lagt stor vægt på Tegelbackens trafikområde. Dette var et af den indre bys mest belastede trafikknudepunkter med konstante køer (kaldet "Tegelbackseländet" på svensk). Beslutningen om at trække Sveavägens trafik til dette kryds, ville betyde en endnu højere trafikgennemstrømning. Cityplanen fra 1946 opstillede to muligheder; "Kløverbladet" (svarende til Slussen) og "Femkanten" (en gigantisk rundkørsel med en park i midten). En firkløverløsning var allerede blevet præsenteret af Slussen-arkitekten Tage William-Olsson i 1943, men stadsarkitekt Sven Markelius foretrak "Femkanten". Ingen af disse løsninger blev ført ud i livet.
Tilbagemeldingerne på cityplanen var overvejende positive, dog med to undtagelser; tilbagemeldingerne fra Byggenævnet og Fredningsrådet. I juni 1947 blev Cityplanen fra 1946 vedtaget uden at have været forelagt byrådet før. Sandsynligvis ønskede man ikke en ny citydebat, og ydermere blev planen opfattet som en tilpasning af den beslutning, der allerede var truffet i 1945 i overensstemmelse med byrådets anvisninger.